# اندیس جهان‌آباد ۱
جهان آباد ۱ یک اندیس غیرفلزی است که در حوالی شهر جاجرم استان سمنان قرار دارد و مادهٔ معدنی موجود در آن، سیلیس است.سنگ میزبان این اندیس شیل و ماسه سنگ و آهک دولومیتی است  